# Хорошилов Володимир Олександрович
Володи́мир Олекса́ндрович Хороши́лов (15 липня 1911, Одеса — 7 серпня 1988, Київ) — генерал-майор ВПС СРСР, учасник Німецько-радянської війни під час якої був командиром авіаланки 48-го бомбардувального авіаційного полку 7-ї армії Північно-Західного фронту. Герой Радянського Союзу (1940).

## Біографія
Народився 15 липня 1911 року в місті Одесі. Росіянин. Після закінчення залізничної школи працював на дослідній сільськогосподарській станції, склодувному заводі. Згодом переведений на комсомольську роботу до Інституту генетики і селекції.
У Червоній Армії — з 1932 року. В 1933 році закінчив військову авіаційну школу льотчиків, у 1936 — Борисоглєбську авіаційну школу командирів ланок. Член ВКП(б) з 1938 року.
Учасник Радянсько-фінської війни як командир авіаланки 48-го швидкісного бомбардувального авіаполку. Здійснив 45 бойових вильотів літаком СБ на бомбардування ворожих військ і укріплень.
Указом Президії Верховної Ради СРСР від 21 березня 1940 року за зразкове виконання бойових завдань командування і виявлені відвагу та героїзм, старшому лейтенанту Хорошилову Володимиру Олександровичу присвоєно звання Героя Радянського Союзу з врученням ордена Леніна й медалі «Золота Зірка» (№ 187).
Брав участь в Радянсько-німецькій війні. Воював на Південному, Південно-Західному, Закавказькому, 2-му і 4-му Українських фронтах.
У 1950 році закінчив курси удосконалення командного складу, згодом — Військово-повітряну академію імені Ю. О. Гагаріна.
У 1970 році генерал-майор авіації Хорошилов вийшов у запас. Жив у Києві. Працював старшим інженером Держзабезпечення УРСР.

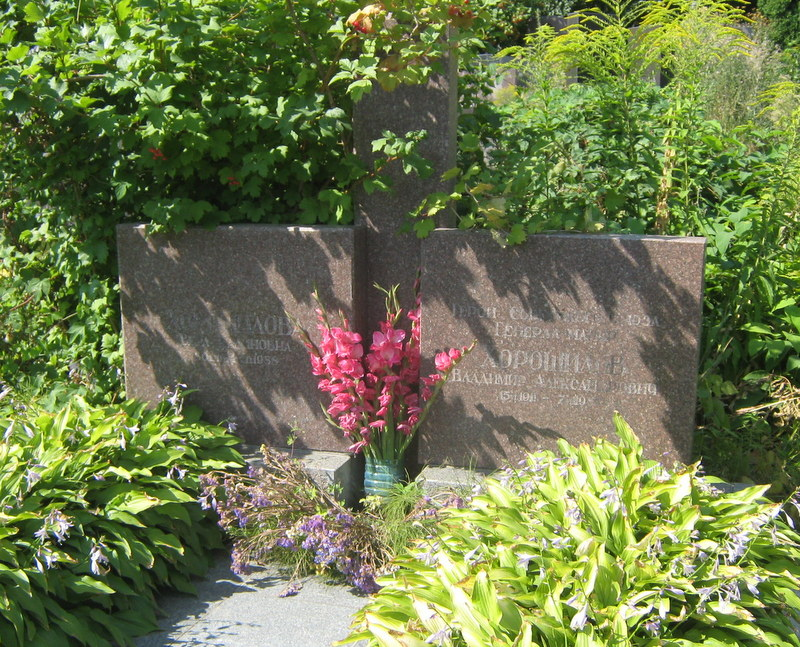
Могила Володимира Хорошилова

Помер 7 серпня 1988 року. Похований на Байковому цвинтарі (ділянка № 52).

## Нагороди
- Два ордена Леніна;
- Два ордена Червоного Прапора;
- Орден Олександра Невського;
- Орден Вітчизняної війни 1-го ступеня;
- Три ордена Червоної Зірки;
- Медалі